# The Jersey Devil (The X-Files)
«The Jersey Devil» es el quinto episodio de la primera temporada de la serie de televisión de ciencia ficción estadounidense The X-Files. Se estrenó en la cadena Fox el 8 de octubre de 1993. Fue escrito por el creador de la serie Chris Carter, dirigido por Joe Napolitano, y contó con apariciones especiales de Gregory Sierra, Wayne Tippit y Claire Stansfield. Aunque el episodio es la segunda historia del «monstruo de la semana» de la serie, después del anterior «Squeeze», fue el primero en haber sido escrito por Carter.
El programa se centra en los agentes especiales del FBI Fox Mulder (David Duchovny) y Dana Scully (Gillian Anderson) que trabajan en casos relacionados con lo paranormal, llamados expedientes X. En este episodio, Mulder y Scully investigan asesinatos aparentemente caníbales en Nueva Jersey. Más tarde, los dos se encuentran con lo que parece ser una reliquia evolutiva que puede haber inspirado historias sobre el demonio de Jersey.
Chris Carter se inspiró para escribir «The Jersey Devil» después de leer un ensayo de E. O. Wilson sobre las hormigas; Carter, a su vez, escribió una historia que planteaba si la humanidad estaba empeñada en su propia extinción. El concepto de que la humanidad era carnívora y se comía su propia cola evolucionó hacia la idea de utilizar una mutación evolutiva que era un retroceso al neandertal. El propósito de las escenas en las que Scully tenía una cita era mostrar la vida que estaba pasando para trabajar en los expedientes X y abrir a Scully a la audiencia.

## Argumento
En 1947, un hombre es atacado mientras arregla un neumático pinchado en la carretera cerca de Pine Barrens en Nueva Jersey. Más tarde se encuentra su cadáver con la pierna mordida, y un humanoide peludo muere cerca.
De vuelta en lo que hoy es Washington, Scully llama la atención de Mulder sobre un cuerpo encontrado en Nueva Jersey al que le falta el brazo y el hombro. Al llegar a la morgue de Atlantic City, Scully y Mulder descubren que el cuerpo fue devorado por un humano. Sin embargo, el detective local, Thompson, niega a los agentes el acceso a la investigación. Scully regresa a Washington para asistir a la fiesta de cumpleaños de su ahijado, mientras Mulder se queda en Nueva Jersey. En la fiesta, Scully conoce a Rob, el padre divorciado de uno de los invitados. Mientras tanto, Mulder interroga a las personas sin hogar sobre el caso. Un hombre le muestra un dibujo de un humanoide y le dice que lo vio y que los demás vagabundos y policías lo saben. Mulder le da la llave de su habitación de hotel al hombre y duerme en el callejón, donde ve una criatura parecida a un ser humano en la sombra. Persigue a la criatura, pero es arrestado antes de que pueda atraparla.
A la mañana siguiente, Mulder llama a Scully para que lo rescate. Luego, Scully lleva a Mulder a reunirse con el Dr. Diamond, profesor de antropología en la Universidad de Maryland, antes de tener una cita con Rob. El guardaparque local contacta a Mulder después de encontrar el cadáver de un hombre salvaje en el bosque que él cree que podría ser el demonio de Jersey. Scully y Mulder llevan al guardabosques y al Dr. Diamond a la morgue, donde el cuerpo ha desaparecido misteriosamente. Mulder cree que el demonio de Jersey que están cazando es en realidad la pareja de la criatura, que se dirigió a Atlantic City en busca de comida después de la muerte de su pareja. Los agentes, junto con el guardabosques y el Dr. Diamond, buscan a la criatura en un edificio abandonado. Mientras lo hacen, el detective Thompson llega con un equipo SWAT.
Mulder ve a la criatura y la persigue. Es atacado por la criatura, que lo hiere antes de que Scully la espante. La criatura luego escapa al bosque. Scully, Mulder, el Dr. Diamond y el guardabosques logran encontrar a la criatura, que nuevamente escapa después de recibir un disparo con un dardo tranquilizante. Sin embargo, el equipo SWAT pronto la encuentra y la mata. Mulder le pregunta a Thompson por qué mató a la criatura; él responde que es la misma razón por la que uno mataría a un animal rabioso. La autopsia no revela una estructura ósea prehistórica, aunque se encuentraron huesos humanos dentro de su tracto digestivo. Las autopsias de las criaturas masculinas y femeninas también revelan que probablemente tuvieron hijos. Mulder se va a hablar con un etnobiólogo del Smithsoniano; Scully rechaza una segunda cita con Rob para unirse a él. Mientras tanto, en el bosque, aparece el hijo de las criaturas, mirando a un padre y un hijo caminando.

## Producción
El escritor y creador de la serie Chris Carter decidió que en lugar de tratar de presentar una criatura típica parecida a Pie Grande, presentaría al demonio de Jersey como un eslabón perdido. Carter se inspiró para escribir el episodio con un ensayo de E. O. Wilson sobre las hormigas y una historia que escribió que planteaba si la humanidad estaba empeñada en su propia extinción. El concepto de que la humanidad era carnívora y se comía su propia cola evolucionó hacia la idea de usar una mutación evolutiva que era un retroceso al neandertal. Se usó un traje de hombre lobo de Greg Cannom de un proyecto anterior para el disfraz de la criatura.
El propósito de las escenas en las que Scully tenía una cita era mostrar la vida que estaba pasando para trabajar en los expedientes X y abrir a Scully a la audiencia. Carter explicó que «trató de desarrollar un interés amoroso por Scully sólo para aumentar la tensión sexual entre ella y Mulder». Las escenas con Mulder en Atlantic City fueron filmadas usando una pantalla azul en Vancouver, con material de archivo de casino agregado en posproducción.
Durante el rodaje, Claire Stansfield, quien interpretó a la criatura titular, tenía la intención de aparecer desnuda, lo que requería que se encontraran varias soluciones para diferentes escenas: algunas fueron filmadas con la actriz vestida de color desnudo, mientras que otras fueron filmadas con el cabello recogido. de tal manera que le cubrieran los pechos. Varias escenas del episodio fueron filmadas en una mansión de Vancouver, que servía como oficina, casa adosada y restaurante. Esta misma mansión se usó para tomas exteriores en el episodio posterior de la primera temporada «Fire». Las escenas del bosque fueron filmadas en un área remota accesible solo por camiones grandes, mientras que todas las escenas exteriores de la ciudad fueron filmadas en y alrededor de una tienda.

## Emisión y recepción
«The Jersey Devil» se estrenó en la cadena Fox el 8 de octubre de 1993. El episodio obtuvo una calificación Nielsen de 6,6 con una participación de 12, lo que significa que en los EE. UU. el 6,6 por ciento de los hogares equipados con televisión y el 12 por ciento de todos los hogares que miran televisión activamente, estaban viendo el programa. Fue visto por 6,2 millones de hogares.
En una retrospectiva de la primera temporada de Entertainment Weekly, «The Jersey Devil» fue calificado con una C, con el episodio siendo llamado «cursi» y lleno de «filosofía innecesaria»; Sin embargo, se señaló que la trama secundaria sobre la vida privada de Scully preparó el escenario para el futuro de la serie. Keith Phipps, escribiendo para The A.V. Club, dijo haber tenido sentimientos mixtos sobre el episodio, calificándolo con una C. Sintió que las escenas que mostraban la vida privada de Scully y Mulder hablando con un grupo de personas sin hogar se hicieron de manera efectiva, aunque el episodio en general fue «bastante tonto» y llevó «una idea decente a un callejón sin salida». El productor James Wong criticó el episodio, sintiendo que «se agotó en el medio. No fue a ninguna parte; no hubo suficientes complicaciones», aunque agregó que había sido «bellamente filmado».